# Partido Democrático de Botsuana
El Partido Democrático de Botsuana (en inglés: Botswana Democratic Party; en setsuana: Phathi ya Tomokoraga), abreviado como BDP, es un partido político botsuano, gobernante del país desde poco antes de la independencia en 1965, en el marco de un sistema de partido dominante, hasta su derrota electoral en 2024.  Fue fundado en febrero de 1962 con el nombre de Partido Democrático de Bechuanalandia en el entonces protectorado británico del mismo nombre y adquirió su actual denominación con la independencia del país en 1966. En Botsuana se emplea comúnmente el vocablo Domkrag (que en afrikáans significa literalmente «gato elevador») para referirse al BDP y sus miembros, por lo que el partido usa un gato elevador como su símbolo electoral y partidario.
En sus inicios fue liderado por Seretse Khama, primer presidente del país, y su sucesor Quett Masire, los presidentes posteriores de Botsuana, Festus Mogae, Ian Khama, y Mokgweetsi Masisi, han presidido el partido. El partido obtuvo una mayoría abrumadora en las primeras elecciones bajo sufragio universal en 1965, llevando a Khama a convertirse en el primer presidente del nuevo estado, cargo que mantuvo hasta su muerte en 1980. El BDP disfrutó de una hegemonía prácticamente incuestionable durante las siguientes tres décadas, beneficiado por el éxito relativo de su política económica y su manejo pragmático de las relaciones entre los distintos grupos tribales del país. A partir de finales de la década de 1980, la creciente urbanización del país y el surgimiento de una clase media menos influenciada por las relaciones tribales debilitó la base de apoyos del BDP y fortaleció a sus opositores, mientras que una creciente desaceleración económica en la década de 1990 provocó que el partido sufriera duros reveses electorales, lo que lo llevó a implementar numerosas reformas en un intento de evitar exacerbar la polarización política en el país. Desde entonces hasta 2024 el BDP retuvo el poder con menos apoyo, beneficiándose del sistema de escrutinio mayoritario uninominal y enfrentando una oposición afectada por constantes divisiones.
Aunque sus fuentes de votantes han variado con los años y ha sufrido algunas escisiones que dieron origen a otros partidos opositores (como el Movimiento por la Democracia de Botsuana y el Frente Patriótico de Botsuana), el BDP logró ganar todos los comicios celebrados desde la introducción del sufragio universal en 1965 hasta 2024. Bajo su largo gobierno, las elecciones en Botsuana fueron consideradas creíbles y transparentes por la comunidad internacional, convirtiéndose el BDP en uno de los oficialismos más longevos ratificados en elecciones libres del mundo, sosteniendo al mismo tiempo la democracia más antigua del continente africano. No obstante, algunas organizaciones internacionales expresaron su preocupación por la democracia en el país, sobre todo por la ventaja económica que del oficialismo respecto a la oposición, su uso de los recursos del Estado para hacer campaña en época de elecciones, el sistema electoral uninominal que parecía favorecer desproporcionadamente al BDP y la posible partidización de algunos organismos institucionales.
Desde la independencia hasta finales de la década de 2010, el BDP fue particularmente fuerte en el Distrito Central, región natal de Seretse Khama y territorio de la tribu BaNgwato, mientras que se volvió débil en las áreas urbanas y en los extremos norte y sur. Durante la presidencia de Ian Khama (2008-2018), una figura polarizante dentro del propio partido, el BDP sufrió considerables crisis internas que modificaron su base de votantes. La presidencia de Mokgweetsi Masisi vio la salida de Khama del partido y la fundación del BPF por parte de miembros localizados en la región este, así como una recuperación del partido en las ciudades (mayormente opositoras a Khama) que llevaron al BDP a triunfar en el sur y en áreas urbanas en las elecciones de 2019 a la par que perdía votos y escaños en Central. Esta pérdida de su base de votos resultó crucial. En las siguientes elecciones el 30 de octubre de 2024, el BDP (afectado por divisiones internas, un declive en la situación económica y el retorno de votantes sureños a la oposición) sufrió una aplastante derrota electoral, viéndose reducido a tan solo 4 escaños parlamentarios, aunque continuó siendo la segunda fuerza más votada en términos de voto popular. Mokgweetsi Masisi reconoció la derrota del partido el 1 de noviembre y entregó la presidencia a Duma Boko, líder de la coalición opositora Paraguas para el Cambio Democrático (UDC), ganadora de las elecciones, el mismo día. Al mismo tiempo, Masisi anunció su dimisión como líder del BDP.
Ideológicamente, el BDP es considerado por analistas políticos como una fuerza de carácter ambiguo, aunque en esencia se puede tomar como un partido liberal conservador, que defiende posturas ligadas al tradicionalismo africano, el nacionalismo económico, la economía de mercado, el estado de bienestar y la democracia multipartidista. La base de votantes histórica del partido han sido las comunidades tribales, lo que ha llevado al BDP a mantenerse como un movimiento conservador. La democratización interna del partido a partir de 1998 ha incrementado su amplitud ideológica.

## Historia

### Período fundacional

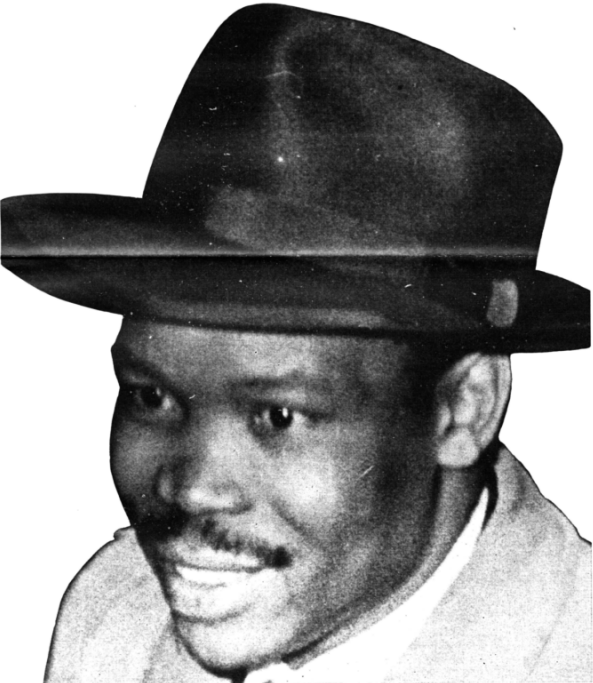
Seretse Khama, fundador del BDP y primer presidente de Botsuana.

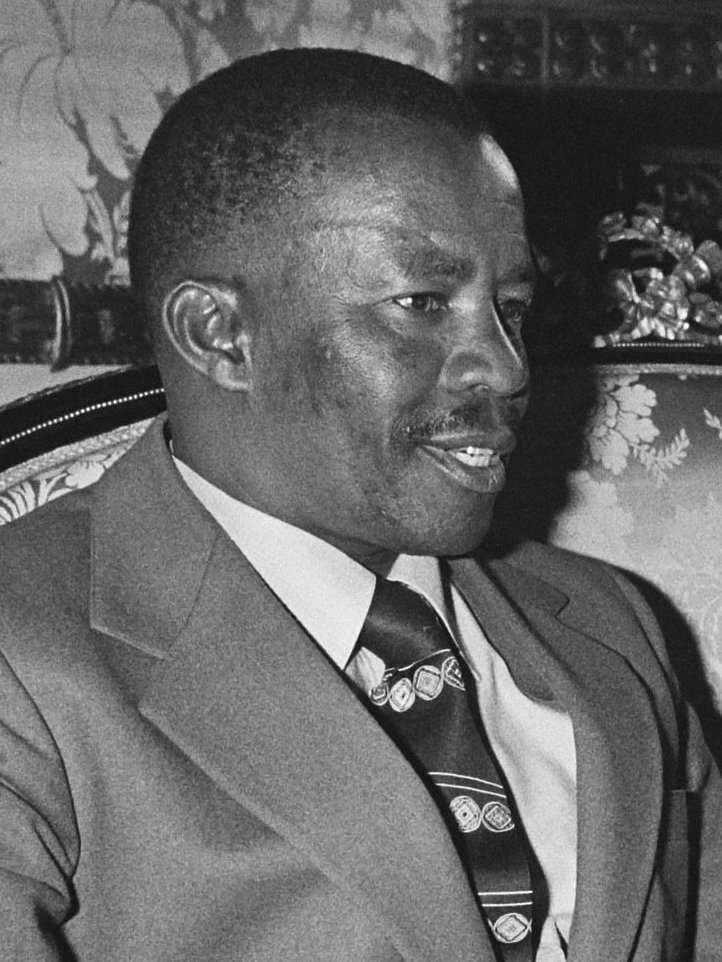
Quett Masire, segundo presidente de Botsuana y líder del BDP entre 1980 y 1998.

El BDP fue el tercer partido político fundado en el protectorado británico de Bechuanalandia, actual Botsuana. En esta región, el desarrollo político fue mucho más gradual y lento, pero también más pacífico, que en otros países africanos vecinos. Una expansión de la autoridad central británica y la evolución del gobierno tribal dieron como resultado el establecimiento en 1920 de dos consejos consultivos para representar a africanos y europeos. El Consejo Africano estaba formado por los ocho jefes de las tribus Tswana y algunos miembros elegidos. Un Consejo Asesor Europeo-Africano se formó en 1951, y la constitución colonial de 1961 marcó al establecimiento de un Consejo Legislativo consultivo. Hacia 1960, el sistema de partidos en la región era todavía muy básico, existiendo únicamente el Partido Federal, más que nada orientado a la pequeña población educada, cuyo objetivo era alcanzar la independencia del protectorado por medio de la discusión pacífica, y el Partido Popular de Bechuanalandia (BPP), de base nacionalista y socialista africana. El BPP fue el primer partido de masas del país, y la primera formación en reclamar la independencia total de colonia. Sin embargo, para la mitad de la década una serie de luchas internas y conflictos entre los distintos grupos étnicos del país habían afectado a la fuerza política.
Tras una serie de reuniones, el «Partido Democrático de Bechuanalandia» fue establecido en noviembre de 1961, en Lobatse, por un grupo de miembros del Consejo Consultivo Africano, órgano de representación limitada del protectorado, bajo el liderazgo de Seretse Khama, antiguo jefe del clan BaNgwato, con Ketumile Quett Masire como secretario general. El partido celebró su primer congreso constitutivo el 28 de febrero de 1962 y comenzó a organizarse para adquirir presencia en todo el territorio del protectorado. Masire también comenzó a publicar el periódico del partido, Therisanyo (en setsuana: «Consulta»), en 1963, basándose en sus experiencias periodísticas pasadas.
Aunque el nombre del partido en setsuana era «Phathi ya Tomokoraga», en el lenguaje habitual se volvió más común el término «Domkrag» para referirse al BDP o a sus partidarios. La denominación se originó durante la etapa fundacional y deriva del hecho de que los ancianos de la época tenían dificultades para pronunciar la palabra «Democratic» en inglés y utilizaron la palabra Domkrag, que en idioma afrikáans es un gato elevador empleado para levantar objetos pesados del suelo, lo que llevó al BDP a emplear el gato como símbolo del partido y equipararlo simbólicamente con su papel en «levantar Botsuana» de uno de los países más pobres del mundo a una de las economías de más rápido crecimiento. Dado que en afrikáans Dom Krag separado puede traducirse como «poder estúpido» o «poder de los estúpidos», el término fue a su vez empleado por opositores para referirse al BDP en forma despectiva. No obstante, el vocablo fue reapropiado por el propio partido y hoy por hoy el nombre «Domkrag» se emplea en forma indistinta para referirse al BDP.
El primer desafío político para el BDP fueron las elecciones generales de 1965, los primeros comicios bajo sufragio universal en la historia del territorio. El BDP concurrió beneficiado por el amplio dominio sobre el territorio central del país que la garantizaba el prestigio de Khama como jefe de la tribu BaNgwato, así como el creciente conflicto interno que enfrentaba el BPP, sumido en luchas interétnicas que fomentaron la escisión de un nuevo partido, el BIP. Khama y Masire centraron su discurso en la defensa de la democracia liberal, así como una transición negociada a la independencia y un plan de desarrollo económico para la colonia fuertemente postergada y empobrecida. El discurso del BDP fue visto como mucho más moderado frente a opositores socialistas africanos con un discurso más agresivo, pero que varios electores percibieron como poco realista. Las elecciones tuvieron lugar el 1 de marzo y el BDP obtuvo una victoria abrumadora, con el 80,38 % de los votos válidamente emitidos y una mayoría absoluta de 28 de los 31 escaños electos contra un 14,18 % y 3 escaños del BPP. El 3 de marzo de 1965, Khama fue juramentado como primer ministro, el primer jefe de gobierno democráticamente electo de Bechuanalandia. A las elecciones generales siguieron elecciones locales el 12 de junio de 1966, meses antes de la finalización del protectorado. El BDP salió igualmente victorioso con un 61,96 % de los votos y 122 de los 141 integrantes de los concejos municipales y distritales.

### Primeros años de independencia (1966-1994)
Bechuanalandia se independizó como República de Botsuana el 20 de septiembre de 1966. Siguiendo los acuerdos de transición entre las autoridades electas en 1965 y el gobierno del Reino Unido, Khama asumió como primer presidente del nuevo estado, con Masire como vicepresidente, y el concejo legislativo se convirtió en la Asamblea Nacional. Ese mismo día, el BDP cambió su nombre a «Partido Democrático de Botsuana».
En contraste con otros líderes africanos de la época, Khama no buscó la instauración de un estado unipartidista con el BDP como único partido legal, prefiriendo mantener el estado de derecho y la presencia de una «oposición responsable» en el Parlamento. Asimismo, se resistieron los llamados a "indigenizar" inmediatamente la burocracia (lo que había tenido efectos devastadores en el servicio público de varios países vecinos), y el gobierno retuvo a expatriados extranjeros trabajando en el estado hasta que se pudiera encontrar gente local adecuadamente calificada para reemplazarlos. No obstante, las siguientes décadas se caracterizarían por una hegemonía apabullante por parte del BDP, explicada en la incapacidad de sus opositores para unificarse, fuertemente influenciados por intereses tribales o con ideas basadas en el socialismo africano que la población local fuertemente conservadora encontró demasiado radicales o poco atractivas. Aun así, las relaciones tribales influyeron enormemente en el BDP, que fue prácticamente el único partido con presencia en el Distrito Central (territorio de la tribu BaNgwato) durante décadas.
Al momento de su independencia, Botsuana era uno de los países más pobres del mundo, incluso por debajo de varios estados africanos. Tenía solo 12 km de carretera pavimentada, veintidós graduados universitarios y un centenar de personas con educación secundaria completa. Los primeros años posteriores a la independencia estuvieron marcados por la construcción de una infraestructura nacional viable prácticamente desde el inicio. El BDP buscó implementar un programa económico que convirtiera a Botsuana en un país basado en las exportaciones de carne vacuna, cobre y diamantes. En 1967, el descubrimiento de los depósitos de diamantes de Orapa contribuyó a hacer viable este programa. No obstante, la mayor parte de la población no vio muchos de los avances sociales hasta iniciada la década de 1970. Al mismo tiempo, los primeros años estuvieron marcados por el reforzamiento de la autoridad del gobierno central botsuano por encima de las de los liderazgos tribales tradicionales, lo que provocó algunos resentimientos por parte de los dirigentes de las tribus fuera de la BaNgwato. En ese contexto, Bathoen Gaseitsiwe, jefe de la tribu Bangwaketse, denunció la pérdida de poder tribal y renunció a su cargo para disputar el poder político y se unió al naciente Frente Nacional de Botsuana, encabezado por el dirigente socialista Kenneth Koma. En un contexto de profunda apatía y conflictos con dirigentes tribales, el BDP sufrió una importante merma de votos en las elecciones generales de 1969, obteniendo de todas formas una nueva mayoría de dos tercios frente al BNF, el BPP y el BIP. La división de la oposición, sus discursos radicales con impacto negativo sobre la población y su incapacidad para organizarse de manera efectiva en todo el país contribuyeron al nuevo triunfo, pero la participación electoral cayó drásticamente. Con un 68,21 % de los votos y 24 de 31 escaños electos, fue la victoria más débil del partido bajo el liderazgo de Khama.
El BDP dedicó su segundo mandato en el poder (1969-1974) a instaurar políticas que beneficiaran al sector rural, con la construcción de amplia infraestructura en regiones remotas, lo que motivó que el apoyo popular al partido se disparara con rapidez, aunque la mayoría de la población permaneció políticamente apática. Las elecciones generales de 1974 fueron una demostración de esto. El BDP obtuvo el voto popular más aplastante de su historia con un 76,62 % de los sufragios válidamente emitidos, mientras que a nivel local obtuvo mayoría en todos los concejos excepto el del Distrito Noreste, donde se impuso el BPP. Sin embargo, la participación fue la más baja de la historia electoral botsuana, con solo un 31,22 % de los electores registrados emitiendo sufragio. Alarmado por la posibilidad de que la alta abstención pudiera resultar en desafíos a su legitimidad, el BDP impulsó a lo largo de la segunda mitad de la década de 1970 una amplia campaña mediática para politizar a la población, incitándola tanto a registrarse como a concurrir a votar. Las elecciones de 1979 vieron al BDP obtener un nuevo triunfo aplastante, con un 75,16 % de los votos y 29 de 32 escaños electos. Si bien logró arrebatar al BPP el escaño de Francistown, sufrió una ligera caída en Gaborone, donde el líder del BNF, Koma, obtuvo algo más del 40 % de los votos. Khama fue reelegido para un cuarto mandato, pero falleció pocos meses más tarde, el 13 de julio de 1980 y fue sucedido por el vicepresidente Masire.
Visto originalmente como un «presidente interino», Masire (oriundo de la región Bangwaketse) dedicó sus primeros años en el poder a consolidar su poder dentro del partido. Realizó algunas movidas arriesgadas, que buscaron alejar al BDP de la élite BaNgwato y conservar predominio en otras regiones del país. A tal fin nombró a Peter Mmusi, parlamentario por Gaborone, como vicepresidente. Sin embargo, las elecciones de 1984 dejaron en claro un cambio en el panorama político del país posterior a la muerte de Khama. El BNF bajo el liderazgo de Koma logró una serie de triunfos municipales y fue la fuerza más votada en la capital. Meses más tarde, un escándalo por fraude electoral, conocido como el «Watergate de Botsuana», motivó una repetición de las elecciones en Gaborone South en la que Koma derrotó al vicepresidente Mmusi y se convirtió en líder de la Oposición. El mandato subsiguiente estuvo marcado por las dificultades económicas, como una recesión económica que perjudicó a la industria del diamante, una persistente sequía y una consecuente hambruna, que el gobierno debió combatir por medio de agresivas políticas de ayuda alimentaria. El gobierno del BDP también debió afrontar una creciente presión por parte de la Sudáfrica del apartheid, que saldó con la intervención militar de las Fuerzas de Defensa de Sudáfrica en Gaborone el 14 de junio de 1985, dirigida contra integrantes del Congreso Nacional Africano apostados en el país ante la pasividad de las fuerzas armadas botsuanas.
La segunda mitad de la década de 1980 vio al BDP experimentar una importante caída en su apoyo electoral mientras la población de Botsuana enfrentaba un proceso de urbanización, un preludio del declive considerable que experimentaría en la década posterior. Sin embargo, durante los primeros catorce años posteriores a la muerte de Khama esto no vendría acompañado por una pérdida de poder parlamentario. Las elecciones de 1989 vieron al BDP obtener el 64,78 % de los votos, no logrando por primera vez en su historia más de dos tercios de los sufragios válidamente emitidos, pero obteniendo de todas formas 31 de los 34 escaños parlamentarios. Beneficiado por la salida de Bathoen del BNF y la división de los votos con el nuevo BFP, el BDP logró penetrar en su antigua base de apoyos en la tribu Bangwaketse, arrebatándole a la oposición el escaño de Ngwaketse South. Estas elecciones pusieron de manifiesto la fuerte sobrerrepresentación de las áreas rurales respecto a las urbanas: mientras que se trató del voto popular más bajo logrado por el BDP en su historia en ese momento, el partido obtuvo su mejor resultado histórico en términos parlamentarios, controlando un 91 % de los escaños de la Asamblea Nacional, y aunque el BNF aumentó su porcentaje de votos en casi un 7 %, obtuvo tan solo tres escaños, perdiendo uno de los cuatro logrados en 1984.

### Declive y reforma (1994-2008)

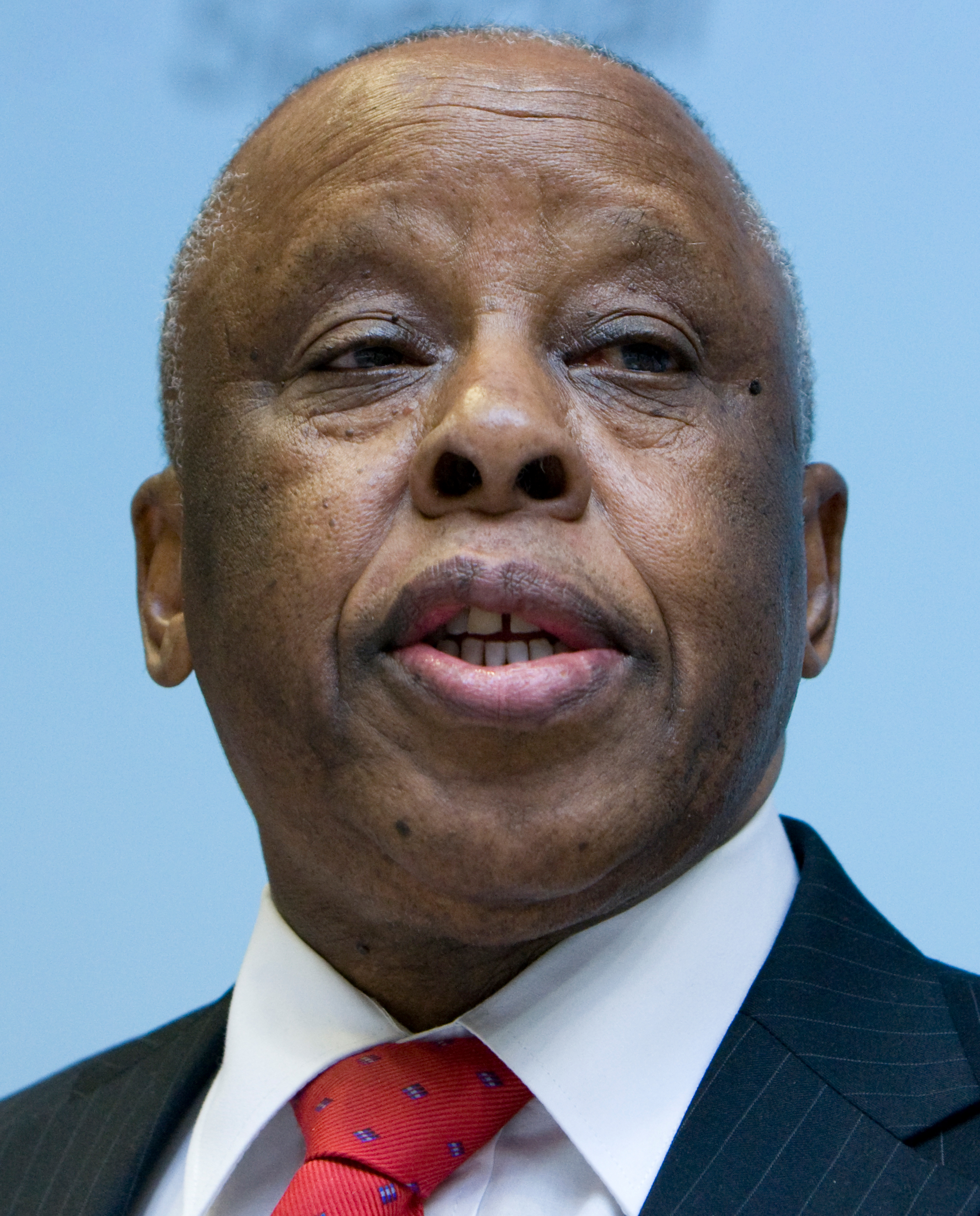
Festus Mogae lideró al partido entre 1998 y 2008, tras una serie de profundas reformas en el BDP.

La década de 1990 vio en Botsuana el final del auge económico que había caracterizado las anteriores tres décadas. Entre 1989 y 1993, Botsuana pasó de exhibir una tasa de crecimiento del PIB mayor al 13 % a evidenciar crecimiento negativo por primera vez en su historia independiente, mientras que aumentaron el desempleo y la pobreza como consecuencia de la disminución en la demanda de diamantes, cobre y níquel en el marco de la recesión global. El país continuó mostrando una urbanización cada vez más grande, generando una clase urbana más desmarcada de las divisiones tribales, así como una población más vocal y politizada. Alrededor de conurbaciones como Gaborone, Francistown, Selebi-Phikwe o Lobatse comenzaron a construirse asentamientos informales. Estos cambios rápidos en la demografía de Botsuana, en conjunto con el deterioro de la situación económica y social, debilitaron el apoyo popular al BDP. Dentro del propio partido, hasta entonces vertical y disciplinado, comenzaron a producirse faccionalismos y conflictos internos que terminarían caracterizando el resto de su historia. Aunque el liderazgo del presidente Masire no fue cuestionado, los enfrentamientos entre facciones en el gabinete se volvieron comunes. Del mismo modo, aunque Botsuana continuó exhibiendo indicadores de corrupción comparativamente bajos para el África subsahariana, la primera mitad de la década estuvo marcada por escándalos. Uno de los más resonantes, relacionado con la venta irregular de tierras tribales en 1992, forzó las renuncias del vicepresidente Mmusi y del ministro de Agricultura, Daniel Kwelagobe, ambos cuadros de elevada importancia en el partido gobernante. Realizadas en el marco del complejo panorama económico y las crecientes exigencias de la oposición de una mayor transparencia en la administración electoral, las elecciones de 1994 vieron al BDP sufrir una brusca caída y obtener su victoria más débil hasta el momento, con solo 26 de los 39 escaños en disputa contra 13 del BNF, que capitalizó exitosamente el descontento de los sectores urbanos y logró incluso penetrar en la base rural del partido por primera vez, logrando importantes avances en las elecciones locales paralelas.
El clima político botsuano empeoró considerablemente después de los comicios. La elección complementaria en la circunscripción parlamentaria de Thamaga, atrasada por el fallecimiento repentino de Mmusi (candidato en dicho distrito) antes de las elecciones generales, no hizo más que evidenciar la crisis interna del BDP cuando el liderazgo central impuso la candidatura de Gladys Kokorwe a pesar de que el congreso local había elegido por abrumadora diferencia a Kabo Morwaeng, lo que condujo a que el faccionalismo aumentara y los sectores más jóvenes del BDP exigieran una mayor democracia interna en el partido. El BDP retuvo el escaño de todas formas. En enero de 1995, una serie de manifestaciones en Mochudi y Gaborone terminaron con una protesta de estudiantes frente al edificio del Parlamento, que fue severamente reprimida en lo que se consideró uno de los casos más graves de brutalidad policial en la historia del país. El evento convenció al gobierno de Masire de acceder a algunas de las demandas reformistas de la oposición, lo que condujo a las primeras negociaciones bipartidistas en la Botsuana posterior a la independencia. Las reformas que se implementaron incluyeron la creación de la Comisión Electoral Independiente (IEC), la reducción de la edad para votar de 21 a 18, la habilitación del voto en el extranjero y la instauración de un límite de tiempo de diez años (equivalente a dos mandatos) para la presidencia de la República.
El BDP adoptó también una serie de reformas internas, incluyendo un sistema de primarias conocido como «buleladitswe», que implicó un profundo cambio en el manejo interno del partido (Masire criticaría más tarde el sistema, denunciando que había «corrompido» al BDP). Aunque el límite constitucional no era retroactivo, Masire dimitió como presidente y líder del BDP el 31 de marzo de 1998, entregando el poder al vicepresidente Festus Mogae, mientras que la vicepresidencia quedó en manos del hijo de Seretse Khama, Ian Khama. El propio BDP adoptó una reforma interna que implementó el mismo límite para el liderazgo partidario. El movimiento, posteriormente criticado por los partidos opositores, fijó el recambio de liderazgo en un año y medio antes de las elecciones generales regulares, institucionalizando una ventaja para el presidente titular al darle un período de interinato prolongado, que podría usar para reforzar su imagen pública y evitar el desgaste de la administración saliente. Mogae se comprometió a abordar la pobreza y el desempleo, así como la propagación del VIH-SIDA, que en ese momento afectaba a un enorme porcentaje de la población de Botsuana. Ese mismo año, la suerte del partido cambió para bien cuando el BNF se sumió en un conflicto interno entre Koma y una facción disidente, encabezada por Michael Dingake, que se separó y fundó el Partido del Congreso de Botsuana. Enfrentando una oposición dividida y con una imagen renovada, el BDP obtuvo un triunfo aplastante en las elecciones de 1999, ganando 33 de los 40 escaños electos y un 57,15 % del voto popular. No obstante, la situación de Botsuana como un país electoralmente competitivo se vio consolidada.
La situación económica mejoró durante los años siguientes, permitiéndole al BDP estabilizar su apoyo popular. Su gobierno también mantuvo una destacada reputación internacional por su adhesión al estado de derecho, a pesar de eventos que volvieron cuestionable esta posición, como un persistente conflicto con el pueblo san por sus tierras en el desierto de Kalahari. Por otro lado, el BDP estuvo plagado de facciones en a lo largo de la década de 2000, y los observadores predijeron que, a menos que se inculcara disciplina, el partido se dividiría. La facción Barata-Phathi (del setsuana: «Los que aman al partido») estaba dirigida por Ponatshego Kedikilwe y el ex secretario general Daniel Kwelagobe, mientras que la facción dominante (que se hacía llamar Equipo A) estaba dirigida por el presidente Mogae, su vicepresidente Khama y los ministros del gabinete Jacob Nkate y Mompati Merafhe. A pesar de todo, el liderazgo de Mogae logró preservar la unidad de cara a las elecciones de 2004, donde el BDP revalidó su mayoría aplastante con 44 de los 57 escaños en disputa ante la división crónica de los partidos opositores, aunque su voto popular fue el más bajo de su historia en ese momento (51,73 %). La campaña popularizó el eslogan del BDP «todavía no hay alternativa» para referirse a la incapacidad de los demás partidos para tomar el poder y gobernar el país. El período siguiente estuvo marcado por la transición del liderazgo partidario, tomando Khama un papel cada vez mayor en las actividades políticas antes de suceder a Mogae como presidente. Días antes de la finalización de su mandato, el 20 de marzo de 2008, el presidente francés Nicolas Sarkozy le concedió a Mogae la Gran Cruz de la Legión de Honor por su "liderazgo ejemplar" al hacer de Botsuana un "modelo" de democracia y buena gobernanza. También ganó el Premio Ibrahim ese mismo año sus logros en liderazgo africano.

### Presidencia de Ian Khama (2008-2018)

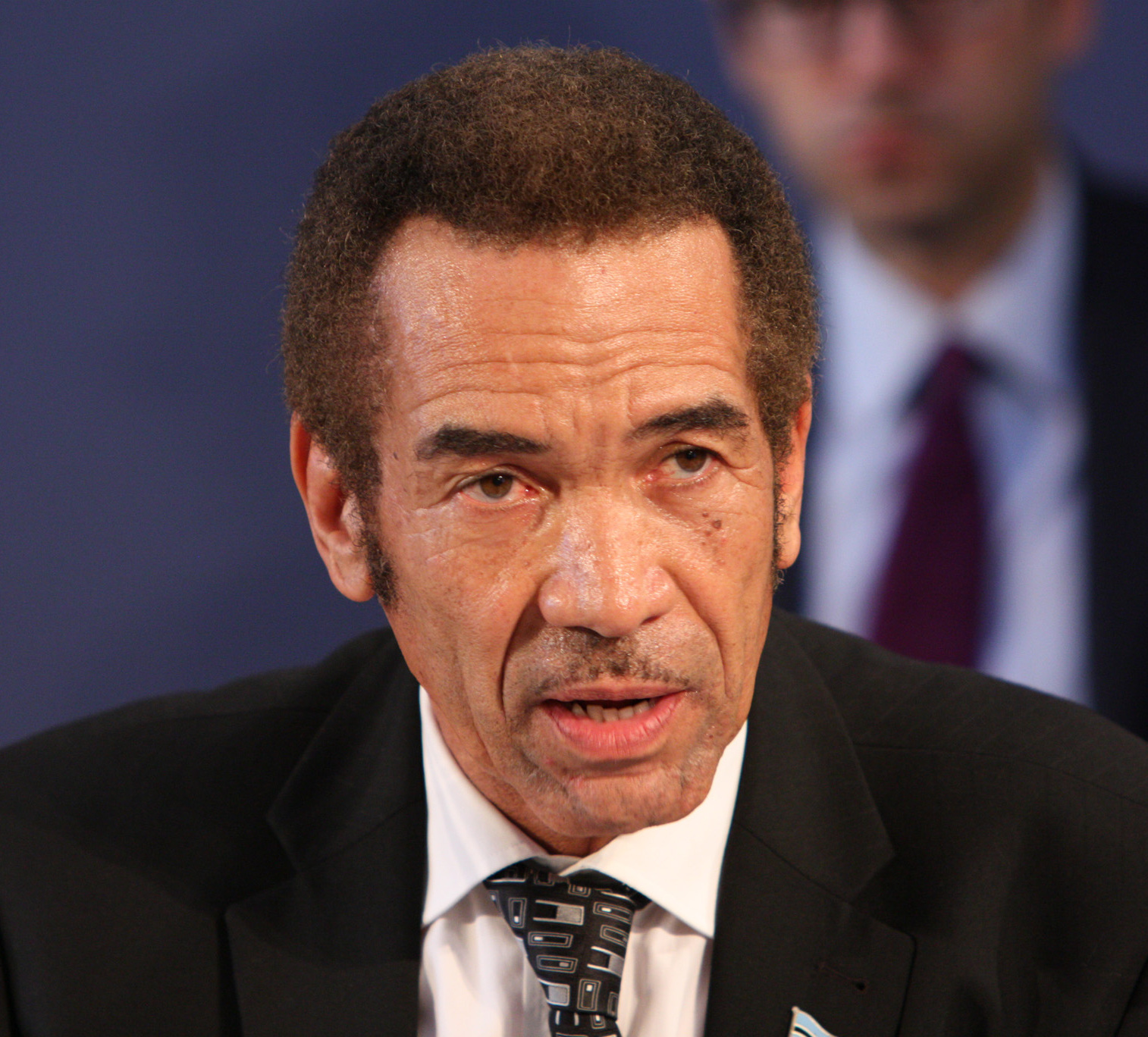
Ian Khama presidió un período marcado por el declive económico y los conflictos sindicales.

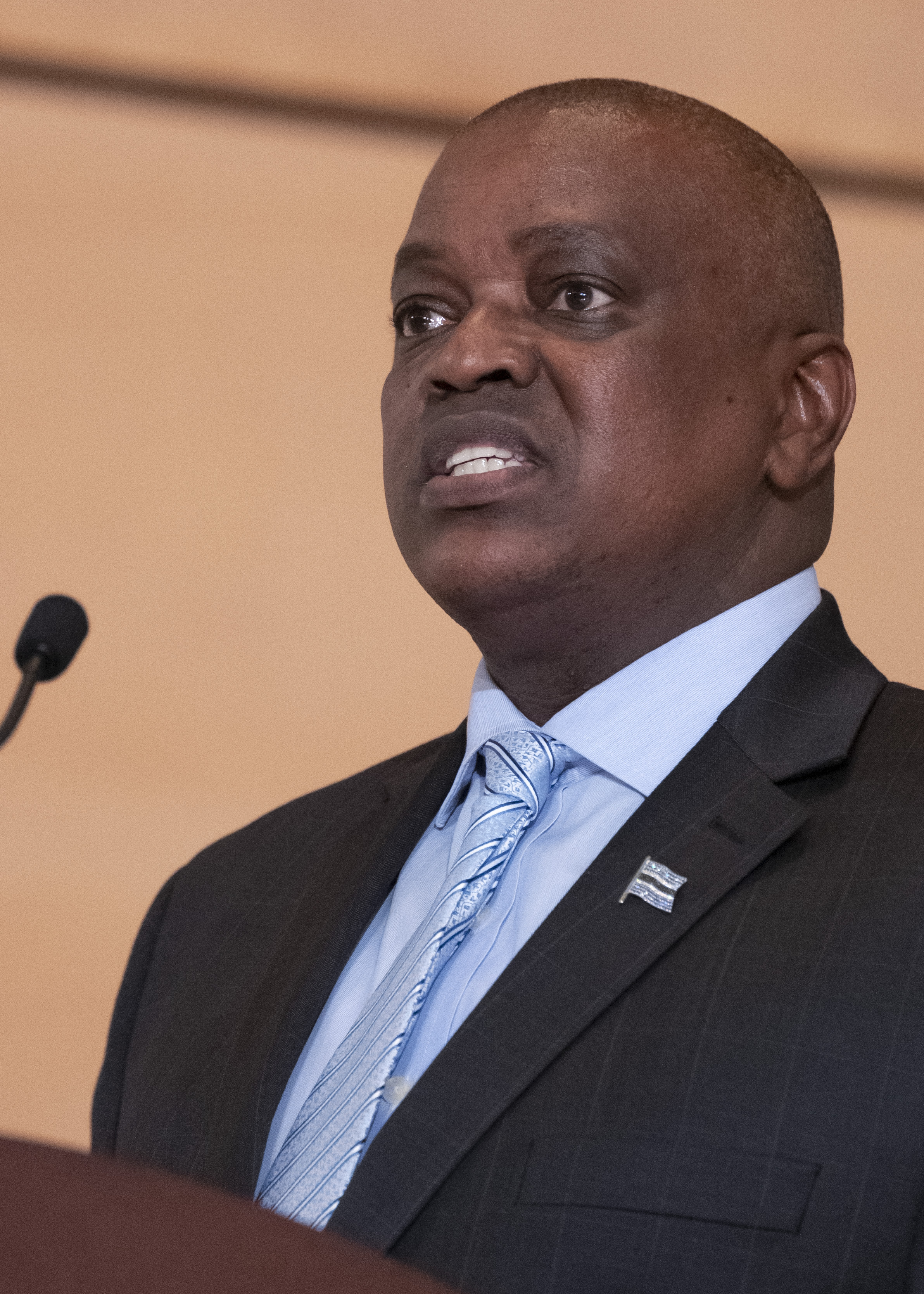
La presidencia de Mokgweetsi Masisi vio la ruptura del BDP con el liderazgo de Khama y una realineación de la política electoral botsuana.

Ian Khama asumió como presidente y líder del BDP el 1 de abril de 2008, sucediendo a Mogae después de diez años. En el discurso posterior a su jura en el cargo, Khama prometió un rumbo continuista con la administración de Mogae, descartando que se produjeran «cambios radicales». Sin embargo, la llegada de Khama a la presidencia coincidió con una escalada en los conflictos internos que habían azotado al partido gobernante durante toda la década anterior. Al convertirse en presidente, Khama dejó su puesto como director del BDP y Kwelagobe (perteneciente a una facción rival y dirigente de la vieja guardia del partido) fue elegido para reemplazarlo. La facción Barata-Phathi, integrada además de Kwelagobe por Gomolemo Motswaledi, criticó el liderazgo de Khama durante sus primeros meses en el cargo, acusándolo de excederse en sus prerrogativas como líder del partido. Motswaledi renunció a su ambición de presentarse a un escaño en Serowe para dar paso al hermano del presidente, Tshekedi Khama II, pero poco después fue excluido de disputar un escaño en Gaborone tras entrar en conflicto abierto con Khama. Motswaledi perdió una demanda contra Khama cuando el Tribunal Superior dictaminó que el presidente disfrutaba de inmunidad constitucional frente a litigios en virtud de su cargo. Aunque comenzaron a incrementarse las voces dentro del partido que criticaban las tendencias autocráticas de Khama, el presidente declaró que solo estaba imponiendo una mayor disciplina dentro del BDP.
El primer año en el poder de Khama estuvo marcado por su decisión de llevar al BDP a una posición de línea dura contra el régimen de Zimbabue, gobernada por Robert Mugabe desde 1980, en el contexto de las violentas elecciones en el país. Algunos meses más tarde, Kwelagobe y Khama finalmente llegaron a un acuerdo por separado para distender su conflicto y presentar una imagen de unidad de cara a las elecciones generales de 2009. Con el opositor BNF enfrentando un conflicto interno cada vez más grave en torno a su líder (Otsweletse Moupo) y varios dirigentes del partido presentándose por afuera de él como independientes, el BDP obtuvo un triunfo aplastante con el 53,26 % de los votos y 45 escaños, logrando además tomar el control del concejo municipal de Gaborone por primera vez desde 1984. El resultado contribuyó a consolidar, definitivamente, el control de Khama sobre el partido, aunque los cuestionamientos internos a su estilo de liderazgo continuarían durante el resto de su mandato.
El resto del período estuvo marcado por las dificultades económicas, derivadas de la crisis financiera global que afectó fuertemente la economía de Botsuana. Khama implementó duras políticas de austeridad recomendadas por el Fondo Monetario Internacional, lo que lo puso en abierto conflicto tanto con la poderosa Federación de Sindicatos del Sector Público de Botsuana (BOFEPUSU) que realizó la huelga de servicio público más larga en la historia del país en 2011, como con un importante sector del propio BDP que desaprobaba estas políticas. La facción del partido encabezada por Motswaledi finalmente se separó a mediados de 2010 y fundó el Movimiento por la Democracia de Botsuana (BMD), la primera escisión importante sufrida por el BDP en toda su historia. En 2012, el BMD llegó a un acuerdo con el BNF y el BPP para fundar la coalición Paraguas para el Cambio Democrático (UDC), la primera alianza permanente entre distintos partidos opositores desde la independencia, aunque sin incluir al BCP. Motswaledi moriría en un accidente automovilístico en 2014, en circunstancias controvertidas que empañaron la posterior campaña electoral.
Las elecciones generales de 2014 vieron al BDP sufrir un brusco revés y recibir el peor resultado de su historia, con solo 37 de los 57 escaños electos y un 46,45 % del voto popular contra el 30,01 % de la UDC y el 20,43 % del BCP. Las pérdidas del partido en las áreas urbanas fueron particularmente dramáticas, sufriendo una rotunda derrota en las elecciones al concejo local de Gaborone, donde fue reducido a tercera fuerza parlamentaria detrás del UDC y el BCP. Fue la primera vez en la historia electoral del país que el partido no obtenía más de un 50 % del voto popular y no lograba asegurarse más de dos tercios de los escaños electos. De hecho, si el UDC y el BCP hubieran concurrido unidos, habrían ganado las elecciones. El resultado fue atribuido al descontento de los votantes jóvenes de las ciudades con el manejo de la economía bajo el gobierno de Khama, mientras que los votantes rurales se mantuvieron leales al partido, sobre todo en el territorio BaNgwato del Distrito Central. Pese a la debacle, el partido retuvo su mayoría absoluta y, como resultado, el presidente Khama retuvo su cargo como presidente por un segundo mandato de cinco años. Después de las elecciones, Khama emprendió una reorganización de gabinete y designó a su hasta entonces ministro de Educación, Mokgweetsi Masisi, como vicepresidente (y por lo tanto, su sucesor directo en la presidencia).

### Era post-Khama (2018-2024)
El 1 de abril de 2018, Khama completó su mandato y Masisi lo sucedió tanto en la presidencia de Botsuana como en el liderazgo del BDP. Visto como un elemento muy vinculado a Khama, Masisi heredó un gobierno y un partido con su popularidad en franco descenso y una economía debilitada, enfrentando además una oposición cada vez más unida y fortalecida luego de que el BCP se uniera a la UDC. A poco tiempo de asumir, Masisi adoptó un estilo de liderazgo muy diferente al de su predecesor y comenzó a marginar políticamente a la familia Khama, retirándole varios privilegios. Asimismo, invirtió varias de las políticas de Khama que se consideraban controvertidas y tuvo una postura conciliatoria para con los sindicatos. Entre 2018 y 2019, la relación entre el nuevo presidente y Khama se fue deteriorando hasta que la familia cortó lazos con el BDP a principios de 2019, acusando a Masisi de «traición». Muchos dirigentes importantes del partido, sobre todo en el clave Distrito Central, territorio BaNgwato, desertaron al recién fundado Frente Patriótico de Botsuana (BPF), que en las circunscripciones donde no pudo presentar candidato respaldó a la UDC. De cara a las elecciones generales de 2019, el BDP modificó su discurso y estableció una línea más personalista, centrándose en una mirada enfocada al futuro y rompiendo definitivamente con la administración anterior. Con la oposición desprestigiada por su acercamiento con Khama y un liderazgo revitalizado, el BDP logró una amplia victoria con el 52,65 % de los votos y 38 de los 57 escaños electos.
La elección resultó en un profundo realineamiento de la política electoral de Botsuana. El BDP sufrió considerables pérdidas en el norte del país por la adhesión del BCP a la UDC, así como en la región del Distrito Central por la concentración del voto tribal favorable a Khama en la UDC y el BPF. Sin embargo, se benefició por un sorpresivo crecimiento en áreas urbanas y arrasó en el sur del país, donde antes se encontraban la mayoría de los principales bastiones de la oposición. Boko se negó a reconocer los resultados, denunciando «discrepancias electorales masivas» y declaró que impugnaría la elección ante los tribunales. Su apelación fue en última instancia desestimada.

### Derrota y colapso político (desde 2024)
Las elecciones generales de 2024 resultaron en una derrota sin precedentes para el partido, que perdió el 90% de sus escaños parlamentarios y quedó reducido a un remanente de cuatro escaños, lo que lo convirtió en el partido con menor representación en la Asamblea Nacional. De este modo, el partido perdió la mayoría ininterrumpida que había mantenido durante 58 años desde la independencia y sufrió una de las peores derrotas de un partido gobernante en el mundo democrático. Debido al sistema electoral de escrutinio mayoritario uninominal, el BDP experimentó una caída precipitada en la representación parlamentaria a pesar de terminar con la segunda proporción de votos nacional más alta (con un 30,49%). La dispersión geográfica de la base de apoyo del BDP resultó electoralmente ineficiente, ya que sus votos se distribuyeron de manera demasiado uniforme en todo el país como para asegurar un número suficiente de distritos electorales. Este fenómeno de difusión de los votos dejó al BDP con solo cuatro de los 61 escaños.
En cambio, los partidos de la oposición se beneficiaron de la tendencia del sistema de mayoría simple hacia una base de votantes concentrada. El Partido del Congreso de Botsuana aprovechó su apoyo geográficamente denso en los distritos electorales del norte para maximizar su eficiencia en cuanto a votos por escaño, asegurando el estatus de principal partido de la oposición a pesar de quedar detrás del BDP por más de 79.000 votos a nivel nacional, lo que llevó a una inversión electoral. De manera similar, la UDC consolidó su dominio en las regiones del sur y el oeste y se benefició de la pronunciada caída en las cuotas de voto del BDP, mientras que el BPF pro-Ian Khama aprovechó eficazmente su apoyo concentrado en los distritos electorales dominados por los BaNgwato alrededor de Serowe, lo que le permitió ganar un escaño más que el BDP.
El presidente Masisi admitió su derrota dos días después de las elecciones, una vez que los resultados se tornaron irreversibles, y aseguró una transferencia pacífica del poder. Más tarde ese día, Boko (candidato de la UDC por tercera vez) fue juramentado por el presidente del Tribunal Supremo Terence Rannowane, lo que le permitió formar el primer gobierno desde la independencia sin participación del BDP.

## Estructura
La máxima autoridad del BDP es el Comité Central, encabezado por el presidente del Partido (cuyo mandato está limitado a diez años o dos períodos de cinco años), integrado también por el director o Chairman, el Secretario General, el tesorero y un miembro por cada uno de los catorce distritos botsuano. Uno de estos representantes distritales debe ser también la directora de la Rama Femenina y el director de la Rama Juvenil del partido. Dado que el BDP ha gobernado Botsuana desde la independencia, el presidente del partido ha sido siempre el presidente de Botsuana en forma simultánea, mientras que generalmente el cargo de director recae en el vicepresidente. El Comité Central actual se compone de dieciocho miembros.
| Nombre              | Designación                                                                                            |
| ------------------- | --- |
| Mokgweetsi Masisi   | Presidente del Partido                                                                                 |
| Slumber Tsogwane    | Director del Partido                                                                                   |
| Mpho Balopi         | Secretario General                                                                                     |
| Abdul Satar Dada    | Tesorero                                                                                               |
| Shaw Kgathi         | Secretario General Adjunto - Miembro del Comité Central por la Región de Francistown                   |
| Jagdish Shah        | Tesorero Adjunto - Miembro del Comité Central por la Región de Kweneng East                            |
| Ngaka Magang Ngaka  | Miembro del Comité Central por la Región de Lobatse                                                    |
| Machana Shamukuni   | Miembro del Comité Central por la Región Noroeste                                                      |
| Tebogo H. C. Masire | Miembro del Comité Central por la Región de Gaborone                                                   |
| Oabile Regoeng      | Miembro del Comité Central por la Región de Kweneng West                                               |
| Simon Moabi         | Miembro del Comité Central por la Región Noreste                                                       |
| Ponatshego Tshiping | Miembro del Comité Central por la Región Sudeste                                                       |
| Goitseone Phorie    | Miembro del Comité Central por la Región Sudoeste                                                      |
| Wilhemina Brooks    | Miembro del Comité Central por la Región Oeste                                                         |
| Neo Kealotswe       | Miembro del Comité Central por la Región Shoma                                                         |
| Batoli Ruth Manyuni | Miembro del Comité Central por la Región Central                                                       |
| Umami V. Lesole     | Presidenta de la Rama Femenina - Miembro del Comité Central por la Región Letswapo                     |
| Karabo Gomotsegang  | Presidente del Comité Ejecutivo Nacional de la Juventud - Miembro del Comité Central por la Región Sur |

## Ideología y posición en el espectro político
Aunque es generalmente etiquetado como un partido conservador inclinado a la centroderecha del espectro político, la definición ideológica del BDP es amplia. Oficialmente, el partido considera como sus principales valores la unidad nacional, el desarrollo económico y la democracia política, a lo que añade los conceptos de Kagisano (en setsuana: «Construir juntos la nación») y Botho («Humanismo»).
Uno de los principales pilares para el mantenimiento de la hegemonía electoral del BDP ha sido su histórica defensa de las tradiciones tribales locales de Botsuana, lo que le ha valido el respaldo de las élites BaNgwato en el este del país y el rechazo ocasional de grupos minoritarios y de la clase urbana más globalizada. Sin embargo, el BDP también se enfoca en la unidad nacional por encima de los enfoques tribales y suele tener un discurso nacionalista cívico. En términos económicos el partido ha sostenido un enfoque pragmático. Durante sus primeros años en el poder, el BDP implementó políticas favorables al libre mercado, mantuvo impuestos bajos y estables para fomentar la inversión extranjera y la actividad de las empresas mineras en el país y disuadir la evasión presupuestaria. El gobierno del BDP utilizó estos ingresos para expandir la infraestructura del país (prácticamente inexistente en el momento de la independencia), así como sus sistemas sanitario y educativo, e industrias alternativas a la minería (como la ganadería) fueron nacionalizadas. Su habitual defensa discursiva de la solidaridad social y el estado del bienestar, combinado con sus políticas económicas mixtas, su tradicionalismo y su abierto rechazo a tesis izquierdistas o marxistas, han llevado a que el BDP sea a veces caracterizado por analistas extranjeros como la fuerza impulsora de un «conservadurismo paternalista» o «socialismo de derecha».
El partido es relativamente conservador en cuestiones sociales, proviniendo esto principalmente del hecho de que Botsuana es un país de mayoría cristiana protestante, aunque algunos de sus miembros han expresado posiciones liberales respecto a ciertos temas sensibles, como los derechos LGBT. El BDP ha mantenido un apoyo continuo a la pena de muerte y bajo su gobierno Botsuana es el único país de la Comunidad de Desarrollo de África Austral que la sigue aplicando. El partido ha rechazado su derogación, bajo el alegato de que la mayoría de la población de Botsuana apoya su continuidad. En cuestiones de seguridad, el BDP destinó muy poco gasto a la defensa territorial del país en sus primeros años de gobierno, enfocándose en el desarrollo económico y social, y solo emprendió la creación de un ejército profesional ante la amenaza seria de incursiones militares por parte de la Sudáfrica del apartheid.
En política exterior, el BDP históricamente ha adoptado una línea occidentalista, de fuerte alineación con los Estados Unidos, la OTAN y la Unión Europea, lo que ha llevado a sus detractores (principalmente de tradición izquierdista) a tachar al partido como una formación de carácter «neocolonial». No obstante, el partido sostuvo una sólida postura de oposición a los regímenes de la minoría blanca en las vecinas Sudáfrica, Namibia y Rodesia durante sus primeras tres décadas en el poder, y mantuvo un vínculo cooperativo con las fuerzas opositoras a estos regímenes, como el Congreso Nacional Africano. Bajo el liderazgo de Ian Khama, el BDP adoptó una posición más dura en la defensa de la democracia en África en su política exterior y mantuvo un conflicto abierto con el gobierno de ZANU-PF en la vecina Zimbabue, acusado de violaciones a los derechos humanos. En tiempos recientes, el partido ha reivindicado más su papel histórico como un actor decisivo en la lucha por la descolonización e independencia de Botsuana y, desde 2019, forma parte de la organización regional Antiguos Movimientos de Liberación del Sur de África (FLMSA), integrada más que nada por partidos socialistas que participaron en los movimientos nacionalistas africanos contra el colonialismo o regímenes de la minoría blanca en el sur de África, todos los cuales gobiernan actualmente sus países como partidos dominantes. Aun así, el BDP y su gobierno siguen considerándose aliados de Occidente en el ámbito internacional en cuestiones como la invasión rusa de Ucrania, votando favorablemente en las resoluciones condenatorias de las Naciones Unidas. Patrocinado por el ANC, el BDP se integró a la Internacional Socialista como «miembro observador» en 2014.

## Resultados electorales

### Elecciones generales
|  | 80.38 % |

|  | 68.21 % |

|  | 76.62 % |

|  | 75.16 % |

|  | 67.94 % |

|  | 64.78 % |

|  | 54.72 % |

|  | 57.15 % |

|  | 51.73 % |

|  | 53.26 % |

|  | 46.45 % |

|  | 52.77 % |

|  | 30.51 % |

### Elecciones locales
|  | 61.96 % |

|  | 58.98 % |

|  | 67.45 % |

|  | 0.00 % |

|  | 0.00 % |

|  | 0.00 % |

|  | 0.00 % |

|  | 54.63 % |

|  | 50.67 % |

|  | 49.82 % |

|  | 45.86 % |

|  | 48.06 % |